# Aveiro (kommun i Brasilien, Pará, lat -3,92, long -55,98)
Aveiro är en kommun i Brasilien.   Den ligger i delstaten Pará, i den centrala delen av landet, 1 600 km nordväst om huvudstaden Brasília. Antalet invånare är 15 767.
Följande samhällen finns i Aveiro:
- Aveiro

I omgivningarna runt Aveiro växer i huvudsak städsegrön lövskog. Trakten runt Aveiro är nära nog obefolkad, med mindre än två invånare per kvadratkilometer.